# Мтірала
Мтірала (Ціскара) — скельний масив в Грузії.
27 червня 2007 р. тут відкрито заповідник. Площа 16 тис. гектарів.
На горі Мтірала в районі Кобулеті і Чакві розташований національний парк Мтірала. Гора, висотою 1761 м над рівнем моря, майже цілий рік оповита туманом, її мікроклімат найвологіший у всій Грузії. Околиці Мтірали надзвичайно багаті рослинністю різних видів, цілющими мінеральними джерелами і прісними водами.
Найвологіше місце в Європі, тут випадає приблизно 4,5 тис. мм опадів у рік.. У 1969 році відкрита метеорологічна станція.